# Lane Schäfer
Lane Schäfer (geboren 1982) ist eine deutsche Kostümbildnerin.

## Leben und Werk
Schäfer studierte Kostümbild bei Reinhard von der Thannen an der Hochschule für Angewandte Wissenschaften Hamburg sowie bei Florence von Gerkan an der Universität der Künste Berlin. Nach Assistenzen am Grips-Theater in Berlin, an der Volksbühne Berlin, der Oper Kassel und am Burgtheater folgten Mitarbeit bei Johannes Schütz und erste eigene Arbeiten: Am Staatstheater Kassel gestaltete sie die Kostüm für das Theaterstück Sex von Justine del Corte, inszeniert von Schütz und der Autorin, und am Staatstheater Mainz für Mozarts Così fan tutte.

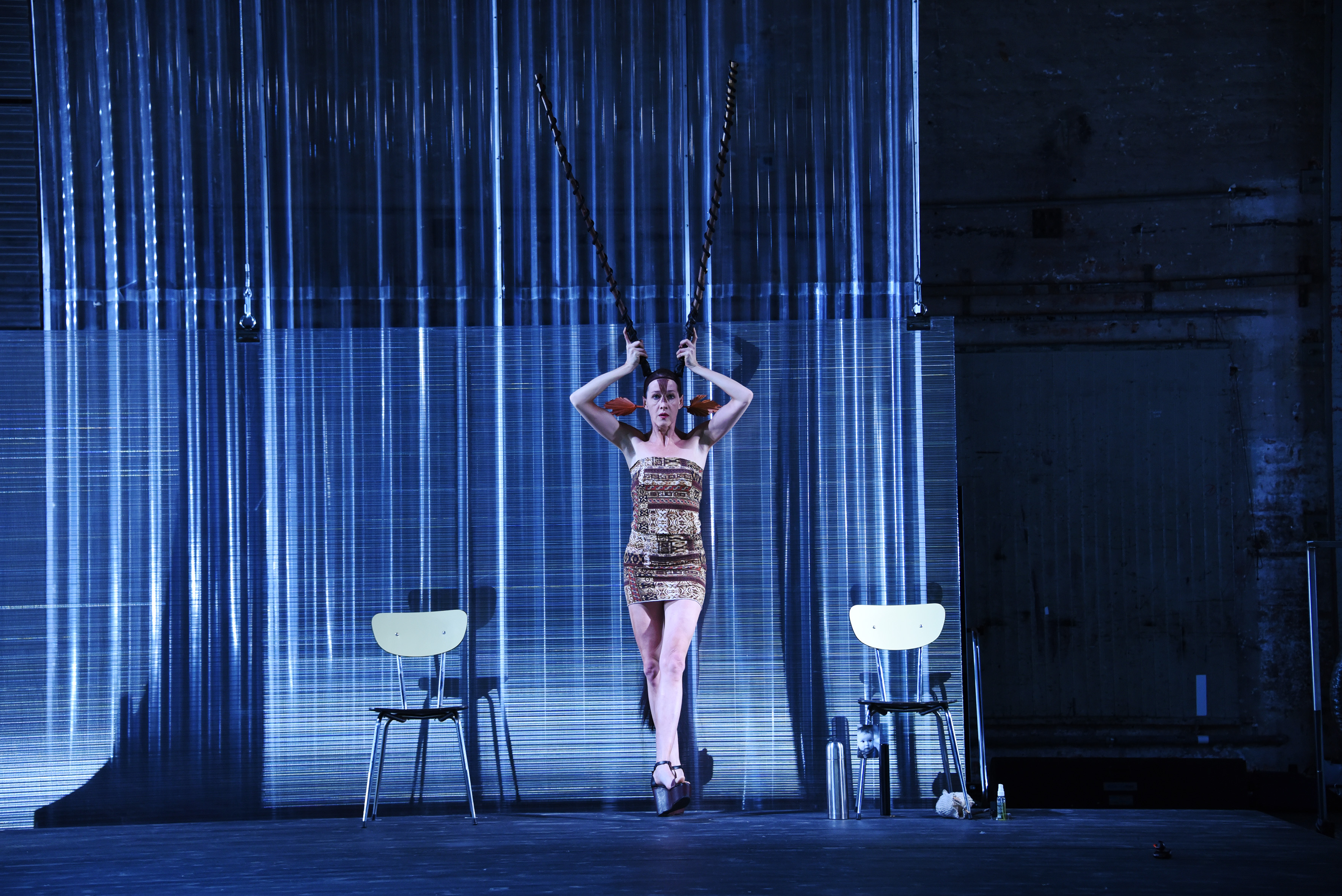
Kostüm von Lane Schäfer für Das Reich der Tiere, Akademietheater Wien, 2015

Die Arbeit für die Romanadaptionen von Lems Solaris und Serners Die Tigerin führten sie ans Wiener Burgtheater, es inszenierten Alexander Wiegold und Sarantos Zervoulakos. Am Burgtheater arbeitete Schäfer auch mehrfach mit Roland Schimmelpfennig: 2012 für Das Fliegende Kind und Justine del Cortes Der Komet, 2015 für Das Reich der Tiere. Am Deutschen Schauspielhaus Hamburg übernahm sie das Kostümbild für Schimmelpfennigs Inszenierung SPAM, am Staatstheater Karlsruhe für Drei Schwestern, sowie am Staatstheater Braunschweig für Anna Bergmanns Inszenierungen Treulose und Homo Faber. Unter Leitung von Corinna Harfouch war sie Kostümbildnerin für das Stück 13313, das am Berliner Hebbel am Ufer und bei den Ruhrfestspielen 2014 aufgeführt wurde. Schäfer zeichnete auch für das Kostümbild von Tom Lanoyes Mamma Medea (2013/14) und für Joseph Roths Radetzkymarsch (2014/15) am Landestheater Niederösterreich verantwortlich, sowie für Schillers Kabale und Liebe am Salzburger Landestheater.
Sie entwirft auch Kostüme für Kurzfilme und Musikvideos, u. a. für die Band Käptn Peng & Die Tentakel von Delphi.